# Euasteron churchillae
Euasteron churchillae là một loài nhện trong họ Zodariidae.
Loài này thuộc chi Euasteron. Euasteron churchillae được Barbara C. Baehr miêu tả năm 2003.